# Germaine Degrond
Germaine Degrond, née Céline Victorine Degrond le 3 juin 1894 à Vernouillet (Seine-et-Oise) et décédée le 18 avril 1991 à Marly-le-Roi (Yvelines), est une femme politique française, membre de la SFIO.
Elle est députée constituante de la Seine-et-Oise entre 1945 et 1946, puis députée du même département jusqu'en 1958, sous les trois législatures de la IVe République. Elle fait donc partie des 33 premières femmes élues députées en France. Elle est également la première femme à diriger une fédération de la SFIO, celle de Seine-et-Oise.

## Biographie

### Origines, études, engagement à la SFIO et Résistance

#### Famille et activités
Le père de Germaine Degrond, Jules Degrond, est un ingénieur issu de l’École nationale supérieure d'arts et métiers ; il travaille à la Compagnie des chemins de fer de l'Ouest et mène en parallèle un engagement politique, étant membre du Parti radical et proche notamment du député et ministre Maurice Berteaux. Jules Degrond était élu au conseil municipal de Vernouillet et fut brièvement maire de la commune en 1908. Sa mère, Victoire Michel, est la descendante de paysans bretons. Germaine fait des études, d’abord à l'école primaire de Vernouillet, puis au cours complémentaire de Poissy. Elle travaille ensuite en tant que secrétaire-sténodactylo au sein d’un cabinet d'avocats. Elle vécut entre 1916 et 1918 en Ille-et-Vilaine, c'est là qu'elle commença son militantisme à la SFIO.
Entre 1918 et 1941, elle est l'auteur d'une quarantaine de poèmes. Elle est membre de la Société des gens de lettres.
Le 27 novembre 1915, elle épouse Gustave Buray à la mairie de Vernouillet. Ils ont ensemble deux enfants. Ils divorcent, par décision judiciaire du 31 mars 1933. Elle s’occupe ensuite seule d’élever ses enfants.
Sa fille, Madeleine Moulin, était l'épouse de Marcel Moulin, maire socialiste de Vernouillet de 1968 à 1983.

#### Politique et Résistance
Influencée par les idées politiques de son père, elle adhère à la SFIO en 1916 et commence en parallèle une carrière de journaliste en écrivant dès 1917 dans La Voix des Femmes mais aussi pour Le Travailleur de Seine-et-Oise, La Mère éducatrice et entre 1933 et 1940 au Populaire, où elle dirige la rédaction de la page consacrée aux femmes. À son retour à Vernouillet en 1918, elle fonde la section socialiste de la ville et s'engage aussi à la Ligue des droits de l'homme. Après le congrès de Tours de 1920, qui voit s'opérer une scission entre SFIO et SFIC, elle participe à recomposer la fédération SFIO de Seine-et-Oise et continue d'animer sa section. Elle s'engagea aussi brièvement au Comité national des Femmes socialistes, elle y est élue suppléante en 1931 mais démissionne en 1932 pour se consacrer à la fédération de Seine-et-Oise. En effet, elle est ensuite secrétaire générale adjointe de la fédération de Seine-et-Oise entre 1932 et 1938 et entre 1938 et 1940 secrétaire générale de la fédération. Elle est ainsi la première femme à diriger une fédération socialiste. En 1934, elle rejoint le Comité central antifasciste. Au sein de la SFIO, elle est engagée dans la tendance de Jean Zyromski, la Bataille socialiste, et est amenée à siéger comme suppléante à la Commission administrative permanente (CAP) entre 1936 et 1938, puis comme titulaire jusqu'en 1940.
Pendant la Seconde Guerre mondiale, à partir de 1940, elle est employée de bureau. En août de la même année, elle est néanmoins surveillée par la Gestapo. Elle rejoint la Résistance française en 1942, et devient secrétaire du mouvement Ceux de la Résistance. Après la guerre, elle est décorée de la Croix du combattant volontaire de la Résistance.

### Carrière politique

#### Assemblées constituantes
Lors des élections législatives du 21 octobre 1945, qui vise à élire la première Assemblée nationale constituante, elle est présente en deuxième place sur la liste SFIO de la 1re circonscription de Seine-et-Oise (Guillaume Détraves est en première position). Cette liste gagne 79 337 voix sur 355 957 (22,3 %) et Germaine Degrond devient députée, faisant partie des 33 premières femmes françaises à obtenir ce mandat. Elle a 51 ans. Elle est membre de la Commission de la presse, de la radio et du cinéma, et présidente de la Commission du ravitaillement, domaine pour lequel elle dépose deux propositions de lois. Le 2 décembre 1945, elle soutient la nationalisation des banques puis, le 23 mars 1946, celle de l’électricité et du gaz. Elle apporte son accord au projet de constitution présenté le 19 avril qui, rejeté, aboutit à la convocation d'une seconde assemblée constituante.
Lors des élections législatives du 2 juin 1946, qui a pour but d'élire la seconde Assemblée nationale constituante, elle est désormais tête de la liste SFIO dans la même circonscription, laquelle emporte 74 763 voix sur 360 020 (20,7 %), permettant à Germaine Degrond de demeurer députée, ainsi que le deuxième nom sur la liste. Elle est membre des deux mêmes commissions, assurant encore la présidence de celle concernant le ravitaillement ; elle dépose d’ailleurs sur ce sujet sept propositions de lois. Elle vote pour la nouvelle Constitution.

#### Quatrième République
Ire législature
Lors des élections législatives du 10 novembre 1946, qui ont pour but d'élire la Ire législature de la Quatrième République française, elle est à nouveau en première position sur la liste SFIO, est élue grâce au score de 53 810 voix sur 350 779 (15,3 %, soit environ 20 000 voix de moins que les scrutins précédents). Le deuxième de liste n’est cette fois ci pas élu, au profit d’un candidat du PCF. Entre 1946 et 1949, elle est membre de la Commission du ravitaillement, qu’elle préside à nouveau, entre 1946 et 1950 de la Commission des affaires économiques et entre 1950 et 1951 de la Commission de la presse. Pendant cette première législature, elle dépose dix-neuf propositions de loi, dont celle du 21 janvier 1947 relative à la réorganisation des Halles de Paris. Dans une résolution du 27 juillet 1949, elle propose, au vu de l’amélioration des conditions de ravitaillement de supprimer la commission idoine.
Elle vote « la confiance au gouvernement lors du scrutin du 4 mai 1947 à la suite duquel Paul Ramadier se séparera de ses ministres communistes. Favorable au statut de l'Algérie (27 août), à la nationalisation des écoles des houillères (14 mai 1948) ainsi qu'à l'adoption du plan Marshall (7 juillet), elle approuve également la formation du Conseil de l'Europe (9 juillet 1949) et la ratification du pacte de l'Atlantique (26 juillet) ». Entre 1944 et 1947, elle est journaliste à Franc-tireur, fonction qu’elle abandonne pour se consacrer davantage à sa carrière politique.
IIe législature
Lors des élections législatives du 17 juin 1951, qui ont pour but d'élire la IIe législature de la Quatrième République française, elle est encore en première position sur la liste SFIO, et est élue grâce au score de 38 145 voix sur 359 281 (10,5 %), les scores du SFIO se faisant de plus en plus bas (le deuxième de liste n’est pas élu). Entre 1951 et 1955, elle est membre de la Commission de la presse (dont elle est secrétaire jusqu’en 1953) et entre 1953 et 1955 de la Commission des affaires économiques. Le 14 janvier 1953, elle est nommée[Par qui ?] secrétaire de l’Assemblée nationale.
Elle dépose treize textes (propositions de lois, résolutions et rapports), notamment à propos de la consommation et de la protection de la famille et participe aux débats parlementaires relatifs au budget, au statut de la RTF et aux affaires sociales. « Favorable à l'échelle mobile des salaires (20 septembre 1951), Germaine Degrond se prononce le lendemain, contre la loi sur le compte spécial scolaire, mais approuve la ratification du traité de Paris instituant la CECA (13 décembre). Elle refuse la confiance à Antoine Pinay lors du vote d'investiture du 6 mars 1952, puis à Joseph Laniel le 26 juin 1953 et le 12 juin 1954, se prononce contre le cessez-le-feu en Indochine (9 mars 1954) et refuse à nouveau la confiance au gouvernement après Diên-Biên-Phû (13 mai) ». Le 17 juin 1954, elle soutient Pierre Mendès France lors de son investiture et de son renversement, et « approuve les accords de Genève qui mettent fin aux hostilités en Indochine (23 juillet) ». Elle vote contre l’investiture d’Edgar Faure et l’état d’urgence en Algérie.
Elle est une européenne convaincue, et vote notamment le 29 décembre 1954 pour l’entrée de l’Allemagne dans l’OTAN.
IIIe législature
Lors des élections législatives du 2 janvier 1956, qui a pour but d'élire la IIIe législature de la Quatrième République française, elle est toujours en première position sur la liste SFIO, et est élue grâce au score de 40 933 voix sur 442 257 (9,3 %). Entre 1956 et 1957, elle est membre de la Commission des affaires économiques (elle est élue secrétaire de la Commission le 10 février 1956), après l’avoir été brièvement de la presse la première année. En 1957, elle est membre de la Commission de la famille, de la population et de la santé publique.
Pendant cette législature, elle dépose dix-sept textes, notamment celui du 2 août 1956 relatif « à la protection des enfants contre l'alcoolisme, et [celui] du 5 juillet 1957 sur la protection des enfants maltraités ou moralement abandonnés. Elle intervient en outre fréquemment dans les débats, notamment, le 26 juin 1956, à propos de la légitimation des enfants adultérins ». Elle intervient également sur les évènements de l’insurrection de Budapest (Hongrie). Le 12 juillet 1957, elle pose la question des problèmes relatifs à l’arrivée massive de population dans la région parisienne, notamment en matière de logement.
Elle « ratifie les traités instituant la CEE et l'Euratom (9 juillet 1957). Favorable à l'investiture de Pierre Pflimlin (13 mai 1958), elle approuve l'état d'urgence (16 mai) et soutient la proposition de résolution tendant à réviser certains articles de la Constitution (27 mai). Le 1er juin, elle vote la confiance à Charles de Gaulle, avant de se prononcer pour les pleins pouvoirs et la révision constitutionnelle (2 juin) ».
Durant cette période, elle est également conseillère municipale aux Mureaux, alors qu'un socialiste, Paul Raoult, en était le maire.

##### Après la députation
Pour des raisons personnelles, elle ne se représente pas en 1958 et revient militer à la base dans sa section de Vernouillet. Elle fut présidente de l'association des anciens parlementaires socialistes de sa création en 1975 jusqu'en 1986. Elle a été faite chevalier de la Légion d'honneur en 1982, ses insignes lui étant remises par Michel Rocard.
Elle meurt le 18 avril 1991 à Marly-le-Roi (désormais en Yvelines). Dans plusieurs villes des Yvelines, des rues portent son nom, à Vernouillet, Verneuil-sur-Seine et Mantes-la-Ville.

## Décorations
- Chevalier de la Légion d'honneur[3].
- Croix du combattant volontaire de la Résistance[3].

## Hommages
- « Rue Germaine Degrond », à Verneuil-sur-Seine.
- « Rue Germaine Degrond », à Vernouillet.
- « Rue Germaine Degrond », à Mantes-la-Ville.